# NGC 206
NGC 206 är ett ljust stjärnmoln i Andromedagalaxen. Den är det ljusaste stjärnmolnet i Andromedagalaxen sett från jorden. Den upptäcktes den 17 oktober 1786 av William Herschel.

## Egenskaper
NGC 206 är det rikaste och mest framstående stjärnmolnet i Andromedagalaxen, och samtidigt en av de största och ljusaste stjärnbildningsområdena i lokala galaxhopen. Den innehåller mer än 300 stjärnor ljusare än Mb=-3.6. Den identifierades som en stjärnhop av Edwin Hubble, men klassificeras numera som en OB-association p.g.a. dess storlek.
NGC 206 befinner sig i en spiralarm av Andromedagalaxen, i en zon fri av neutralt väte, och har en dubbelstruktur, med en region med en ålder på ungefär 10 miljoner år som omfattar flera H II-regioner i en av dess kanter, och med en annan region med en ålder mellan 40 och 50 miljoner år som omfattar flera cepheider. Båda delarna är separerade av ett band av rymdstoft och innehåller hundratals stjärnor av spektraltyp O B.